# (200750) Rix
(200750) Rix est un astéroïde de la ceinture principale.

## Description
(200750) Rix est un astéroïde de la ceinture principale. Il fut découvert le 11 novembre 2001 à l'observatoire d'Apache Point par le programme Sloan Digital Sky Survey. Il présente une orbite caractérisée par un demi-grand axe de 2,27 UA, une excentricité de 0,13 et une inclinaison de 8,1° par rapport à l'écliptique.

## Compléments